# Bouchard de Marly
Bouchard Ier de Marly († 13 septembre 1226), de la Maison de Montmorency, était seigneur de Marly, de Montreuil-Bonnin, de Saissac, de Saint-Martin-le-Vieil en Languedoc  et de Picauville. Chevalier croisé, il s'illustra pendant la croisade des Albigeois.

## Biographie
Bouchard de Montmorency, seigneur de Marly, était fils de Mathieu Ier de Marly et de Mathilde de Garlande. Ses grands-parents paternels étaient Mathieu Ier, baron de Montmorency, et Alix, fille naturelle d'Henri Ier d'Angleterre.
Son père, Mathieu Ier de Marly, avait participé à la quatrième croisade et, contrairement à l'ensemble des barons franciliens conduit par Simon IV de Montfort, l'avait suivi jusqu'à Constantinople. Il était mort peu après la prise de la ville, le 27 août 1204.
Bouchard de Marly participa par des donations à la fondation de l'abbaye de Port-Royal des Champs en 1204.

### Participation à la croisade des Albigeois
En 1209, Bouchard s'engage dans la croisade des albigeois où il retrouve Simon IV de Montfort, qui est l'époux d'Alix de Montmorency, une de ses cousines. Après les prises de Béziers et de Carcassonne, Simon est choisi pour diriger les vicomtés et continuer la lutte, et Bouchard décide de rester en Occitanie pour l'aider. Simon lui confie les terres de Saissac et de Saint-Martin-en-Languedoc. À la fin de l'année 1209, alors que le pays s'agite contre Montfort, il est capturé par Pierre Roger de Cabaret et retenu prisonnier pendant deux ans dans les châteaux de Lastours.
Au printemps 1211, après avoir pris Minerve et Termes, Simon de Montfort se tourne vers Lastours et entreprend le siège des châteaux. Comprenant qu'il ne pourra pas tenir longtemps, Pierre-Roger de Cabaret libère Bouchard et l'envoie en ambassade, pour négocier la reddition des châteaux en échange d'autres domaines moins fortifiés. Par la suite, Pierre-Roger sera l'un des rares barons languedociens à rester constamment fidèle à Montfort.
Ayant recouvré sa liberté, Bouchard participe probablement au siège de Lavaur (mai 1211). Ensuite, lorsque Simon de Montfort est assiégé à Castelnaudary, c'est Bouchard qui lui amène un convoi de vivres et de renforts. Ce convoi est attaqué par le comte de Foix, mais Simon fait alors une sortie et met en déroute la troupe du comte de Foix. Bouchard participe ensuite à la plupart des campagnes de son cousin, dont le premier siège de Toulouse (juin 1211), la bataille de Muret (12 septembre 1213) et le second siège de Toulouse. Après la mort de Simon de Montfort lors de ce dernier siège, il seconde son fils Amaury VI de Montfort, puis participe à la croisade royale de Louis VIII et meurt au cours du siège d'Avignon. Il est enterré à Port-Royal des Champs.

### Union et descendance
Vers 1209, Bouchard Ier de Marly épouse Mathilde de Châteaufort, fille de Gasce de Poissy, seigneur de Châteaufort, et de Constance de Courtenay, fille de Pierre Ier de Courtenay. De ce mariage naquirent :
- Thibaut († 1247), abbé des Vaux-de-Cernay
- Pierre († 1240), sire de Marly
- Bouchard II († 1250), sire de Marly, époux d'Agnès de Beaumont-Gâtinais : 
  - ses enfants sont Mathieu II de Marly (sans postérité de sa femme Marguerite de Lévis, sœur de Guy III ci-après) ; et Isabelle de Marly, femme de Guy III de Lévis-Mirepoix
- Mathieu († 1234)
- Mabile mariée à Guillaume Étendard († 1271), sénéchal de Lombardie, puis maréchal de Sicile